# Karthäuserberg (Marksuhl)
Der Karthäuserberg ist ein 423,8 m hoher Berg in Marksuhl (Gemeinde Gerstungen) im Wartburgkreis in Thüringen.

## Lage
Der Karthäuserberg befindet sich über dem Nordufer des Wilhelmsthaler Sees im Eltetal und steigt nach Norden bis in die Nähe des ehemaligen Jagdschlosses Hohe Sonne am Rennsteig des Thüringer Waldes. Der Berg bietet einen Panoramablick auf den Eltegrund mit dem dort befindlichen Schloss Wilhelmsthal der Herzöge von Sachsen-Weimar-Eisenach. Die östliche Begrenzung des Berges bildet ein Taleinschnitt, in dem die Bundesstraße 19 nach Eisenach verläuft, die westliche Begrenzung bildet das „Bärenbachtal“ mit den Seitentälern Unkengraben und der Unkerodaer Hölle.

## Geschichte
Der Karthäuserberg zählte zu den Besitzungen des Eisenacher Karthäuserklosters. Die Mönche verkauften das Holz des Karthäuserberges gewinnbringend in Eisenach, die Jagdrechte standen dem Landesherren zu.
Mit dem Bau von Schloss Wilhelmsthal wurde der Berg zum Ausflugsziel und erhielt einige Aussichtspunkte. Die ursprüngliche, als „Schwalbennest“ bezeichnete Hütte befand sich direkt an der Abbruchkante der Felswand, die heutige Schutzhütte befindet sich in sicherer Entfernung.
Die auf der Ostseite des Berges befindliche schattige „Schupftuchswiese“ war Teil des Schlossparkes und erhielt den Namen wohl in Anlehnung an ihre geringe Ausdehnung – kaum größer als ein Schupftuch.